# Csendes-óceáni divízió (NHL)
A csendes-óceáni divízió a National Hockey League Nyugati főcsoportjában található és a központi divízióval együtt alkotják azt. 1993-ban alapították. A Smythe divízió jogutódjaként lehet felfogni. Jelenleg 8 csapat található benne.

## Jelenlegi divízió tagok
- Anaheim Ducks
- Calgary Flames
- Edmonton Oilers
- Los Angeles Kings
- Phoenix Coyotes
- San Jose Sharks
- Vancouver Canucks
- Vegas Golden Knights

## A divízió története

### 1993–1995
Mikor 1993-ban megalakult a Csendes-óceáni divízió a Winnipeg Jets átköltözött a központi divízióba és a frissen alapított Mighty Ducks of Anaheim csatlakozott. Tagok voltak még: Calgary Flames, Edmonton Oilers, Los Angeles Kings, San Jose Sharks és a  Vancouver Canucks. A Calgary nyerte az első kettő bajnoki címet.

### 1995–1998
1995-ben hét csapatosra bővült a divízió, mert a Québec Nordiques jogutódja Denverbe költözött Colorado Avalanche néven. Amíg a Colorado tagja volt a divíziónak, addig mind a háromszor megnyerte és 1996-ban az első Stanley-kupa győztes lett.

### 1998–2013
1998-ban öt csapatosra szűkült a divízió. A Calgary Flames, a Colorado Avalanche, az Edmonton Oilers és a Cancouver Canucks átment más divízióba. A Winnipeg Jets jogutódja a Phoenix Coyotes lett és a Dallas Stars mellett csatlakozott a divízióhoz.

### 2013–2014
2013 végén a Liga nagy döntést hozott és teljesen átrendezte a liga felépítést, ami a divíziókat illeti. 6 divízió helyett 4 lett, konferenciánként 2. Ebből a divízióban kikerült a Dallas Stars és visszajött a Calgary Flames, az Edmonton Oilers és a Vancouver Canucks

### 2014
A Phoenix Coyotes neve Arizona Coyotesre változott.

## Divízió bajnokok
- 1994—Calgary Flames (42–29–13, 97 pont)
- 1995—Calgary Flames (24–17–7, 55 pont)
- 1996—Colorado Avalanche (47–25–10, 104 pont)
- 1997—Colorado Avalanche (49–24–9, 107 pont)
- 1998—Colorado Avalanche (39–26–17, 95 pont)
- 1999—Dallas Stars (51–19–12, 114 pont)
- 2000—Dallas Stars (43–23–10–6, 102 pont)
- 2001—Dallas Stars (48–24–8–2, 106 pont)
- 2002—San Jose Sharks (44–27–8–3, 99 pont)
- 2003—Dallas Stars (46–17–15–4, 111 pont)
- 2004—San Jose Sharks (43–21–12–6, 104 pont)
- 2005—Nem volt szezon az NHL-lockout miatt
- 2006—Dallas Stars (53–23–6, 112 pont)
- 2007—Anaheim Ducks (48–20–14, 110 pont)
- 2008—San Jose Sharks (49–23–10, 108 pont)
- 2009—San Jose Sharks (53–18–11, 117 pont)
- 2010—San Jose Sharks (51–20–11, 113 pont)
- 2011—San Jose Sharks (48–25–9, 105 pont)
- 2012—Phoenix Coyotes (42–27–13, 97 pont)
- 2013—Anaheim Ducks (30–12–6, 66 pont)
- 2014—Anaheim Ducks (54–20–8, 116 pont)
- 2015—Anaheim Ducks (51–24–7, 109 pont)
- 2016—Anaheim Ducks (46–25–11, 103 pont)
- 2017—Anaheim Ducks (46–23–13, 105 pont)
- 2018—Vegas Golden Knights (51–24–7, 109 pont)
- 2019—Calgary Flames (50–25–7, 107 pont)
- 2020—Vegas Golden Knights (39–24–8, 86 pts)

## Divízió eredmények
| Szezon     | 1.                                                 | 2.                                                 | 3.                                                 | 4.                                                 | 5.                                                 | 6.                                                 | 7.                                                 | 8.                                                 |
| ---------- | -------------------------------------------------- | -------------------------------------------------- | -------------------------------------------------- | -------------------------------------------------- | -------------------------------------------------- | -------------------------------------------------- | -------------------------------------------------- | -------------------------------------------------- |
| 1993–1994  | Calgary (97)                                       | Vancouver (85)                                     | San Jose (82)                                      | Anaheim (71)                                       | Los Angeles (66)                                   | Edmonton (64)                                      |                                                    |                                                    |
| *1994–1995 | Calgary (55)                                       | Vancouver (48)                                     | San Jose (42)                                      | Los Angeles (41)                                   | Edmonton (38)                                      | Anaheim (37)                                       |                                                    |                                                    |
| 1995–1996  | Colorado (104)                                     | Calgary (79)                                       | Vancouver (79)                                     | Anaheim (78)                                       | Edmonton (68)                                      | Los Angeles (66)                                   | San Jose (47)                                      |                                                    |
| 1996–1897  | Colorado (107)                                     | Anaheim (85)                                       | Edmonton (81)                                      | Vancouver (77)                                     | Calgary (73)                                       | Los Angeles (67)                                   | San Jose (62)                                      |                                                    |
| 1997–1998  | Colorado (95)                                      | Los Angeles (87)                                   | Edmonton (80)                                      | San Jose (78)                                      | Calgary (67)                                       | Anaheim (65)                                       | Vancouver (64)                                     |                                                    |
| 1998–1999  | Dallas (114)                                       | Phoenix (90)                                       | Anaheim (83)                                       | San Jose (80)                                      | Los Angeles (69)                                   |                                                    |                                                    |                                                    |
| 1999–2000  | Dallas (102)                                       | Los Angeles (94)                                   | Phoenix (90)                                       | San Jose (87)                                      | Anaheim (83)                                       |                                                    |                                                    |                                                    |
| 2000–2001  | Dallas (106)                                       | San Jose (95)                                      | Los Angeles (92)                                   | Phoenix (90)                                       | Anaheim (66)                                       |                                                    |                                                    |                                                    |
| 2001–2002  | San Jose (99)                                      | Phoenix (95)                                       | Los Angeles (95)                                   | Dallas (90)                                        | Anaheim (69)                                       |                                                    |                                                    |                                                    |
| 2002–2003  | Dallas (111)                                       | Anaheim (95)                                       | Los Angeles (78)                                   | Phoenix (78)                                       | San Jose (73)                                      |                                                    |                                                    |                                                    |
| 2003–2004  | San Jose (104)                                     | Dallas (97)                                        | Los Angeles (81)                                   | Anaheim (76)                                       | Phoenix (68)                                       |                                                    |                                                    |                                                    |
| 2004–2005  | A szezon elmaradt a 2004–2005-ös NHL-lockout miatt | A szezon elmaradt a 2004–2005-ös NHL-lockout miatt | A szezon elmaradt a 2004–2005-ös NHL-lockout miatt | A szezon elmaradt a 2004–2005-ös NHL-lockout miatt | A szezon elmaradt a 2004–2005-ös NHL-lockout miatt | A szezon elmaradt a 2004–2005-ös NHL-lockout miatt | A szezon elmaradt a 2004–2005-ös NHL-lockout miatt | A szezon elmaradt a 2004–2005-ös NHL-lockout miatt |
| 2005–2006  | Dallas (112)                                       | San Jose (99)                                      | Anaheim (98)                                       | Los Angeles (89)                                   | Phoenix (81)                                       |                                                    |                                                    |                                                    |
| 2006–2007  | Anaheim (110)                                      | San Jose (107)                                     | Dallas (107)                                       | Los Angeles (68)                                   | Phoenix (67)                                       |                                                    |                                                    |                                                    |
| 2007–2008  | San Jose (108)                                     | Anaheim (102)                                      | Dallas (97)                                        | Phoenix (83)                                       | Los Angeles (71)                                   |                                                    |                                                    |                                                    |
| 2008–2009  | San Jose (117)                                     | Anaheim (91)                                       | Dallas (83)                                        | Phoenix (79)                                       | Los Angeles (79)                                   |                                                    |                                                    |                                                    |
| 2009–2010  | San Jose (113)                                     | Phoenix (107)                                      | Los Angeles (101)                                  | Anaheim (89)                                       | Dallas (88)                                        |                                                    |                                                    |                                                    |
| 2010–2011  | San Jose (105)                                     | Anaheim (99)                                       | Phoenix (99)                                       | Los Angeles (98)                                   | Dallas (95)                                        |                                                    |                                                    |                                                    |
| 2011–2012  | Phoenix (97)                                       | San Jose (96)                                      | Los Angeles (95)                                   | Dallas (89)                                        | Anaheim (80)                                       |                                                    |                                                    |                                                    |
| *2012–2013 | Anaheim (66)                                       | Los Angeles (59)                                   | San Jose (57)                                      | Phoenix (51)                                       | Dallas (48)                                        |                                                    |                                                    |                                                    |
| 2013–2014  | Anaheim (116)                                      | San Jose (111)                                     | Los Angeles (100)                                  | Phoenix (89)                                       | Vancouver (83)                                     | Calgary (77)                                       | Edmonton (67)                                      |                                                    |
| 2014–2015  | Anaheim (109)                                      | Vancouver (101)                                    | Calgary (97)                                       | Los Angeles (95)                                   | San Jose (89)                                      | Edmonton (62)                                      | Arizona (56)                                       |                                                    |
| 2015–2016  | Anaheim (103)                                      | Los Angeles (102)                                  | San Jose (98)                                      | Arizona (78)                                       | Calgary (77)                                       | Vancouver (75)                                     | Edmonton (70)                                      |                                                    |
| 2016–2017  | Anaheim (105)                                      | Edmonton (103)                                     | San Jose (99)                                      | Calgary (94)                                       | Los Angeles (86)                                   | Arizona (70)                                       | Vancouver (69)                                     |                                                    |
| 2017–2018  | Vegas (109)                                        | Anaheim (101)                                      | San Jose (100)                                     | Los Angeles (98)                                   | Calgary (84)                                       | Edmonton (78)                                      | Vancouver (73)                                     | Arizona (70)                                       |
| 2018–2019  | Calgary (107)                                      | San Jose (101)                                     | Vegas (93)                                         | Arizona (86)                                       | Vancouver (81)                                     | Anaheim (80)                                       | Edmonton (79)                                      | Los Angeles (71)                                   |

- Zölddel azok vannak jelölve, akik bejutottak a rájátszásba.
- Az 1994–1995-ös szezon rövidített volt (48 mérkőzés)
- A 2012–2013-as szezon rövidített volt (48 mérkőzés)

## Stanley-kupagyőztesek
1. 1996 – Colorado Avalanche
2. 1999 – Dallas Stars
3. 2007 – Anaheim Ducks
4. 2012 – Los Angeles Kings
5. 2014 – Los Angeles Kings

## Elnöki trófeagyőztesek
1. 1997 – Colorado Avalanche
2. 1999 – Dallas Stars
3. 2009 – San Jose Sharks

## Divízió győzelmek száma
- A kiemelt csapatok jelenleg is divízió tagok.

| Csapat               | # | Utolsó |
| -------------------- | - | ------ |
| Anaheim Ducks        | 6 | 2017   |
| San Jose Sharks      | 6 | 2011   |
| Dallas Stars         | 5 | 2006   |
| Calgary Flames       | 3 | 2019   |
| Colorado Avalanche   | 3 | 1998   |
| Vegas Golden Knights | 2 | 2020   |
| Phoenix Coyotes      | 1 | 2012   |
| Edmonton Oilers      | 0 | –      |
| Los Angeles Kings    | 0 | –      |
| Vancouver Canucks    | 0 | –      |